# Westgate Las Vegas
Le Westgate Las Vegas Resort & Casino est un hôtel et casino situé à Winchester, dans le Nevada. Situé près de la frontière nord du Las Vegas Strip, il fait partie du groupe Westgate Resorts (en). L'établissement ouvre en 1969 sous le nom International Hotel, et est connu pendant de nombreuses années sous l'appellation Las Vegas Hilton, puis brièvement LVH – Las Vegas Hotel and Casino. Entre 1981 et 1990, il s'agit du plus grand hôtel du monde.

## Situation et accès
L'hôtel Westgate est situé sur un terrain de 64 acres (26 hectares) à l'est de Paradise Road, et à 640 mètres du Las Vegas Strip. Il se trouve au sud du Las Vegas Convention Center et à l'est du Las Vegas Country Club. L'hôtel dispose de sa propre station sur le monorail de Las Vegas.

## Histoire

### International Hotel (1969-1971)
L'hôtel est construit sur l'emplacement de l'ancien Las Vegas Park, un circuit de course désaffecté. En 1965, le site de 400 acre (161,87 ha) est acheté par National Equities, une agence de développement immobilier dirigée par Marvin Kratter,. L'objectif du promoteur immobilier est alors de construire un hôtel de 40 étages, avec 1 500 chambres, un terrain de golf et des résidences privatisées.

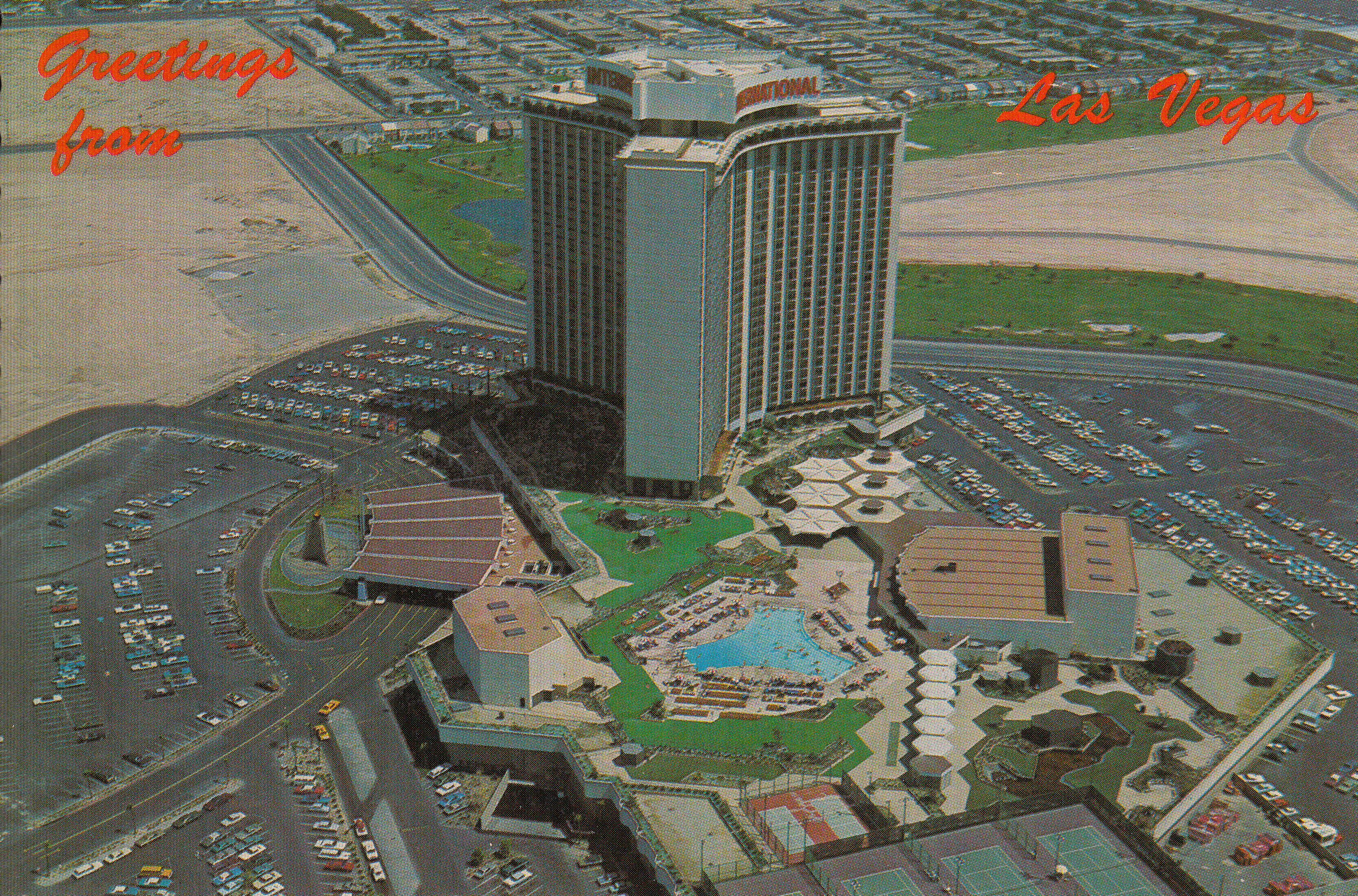
Une carte postale représentant l'hôtel peu après sa construction.

Au même moment, Kirk Kerkorian, directeur de Trans International Airlines et propriétaire du Caesars Palace, envisage de construire un hôtel-casino de 1 000 chambres à Las Vegas. Après avoir visité plusieurs terrains potentiels, il finit par choisir celui du circuit de course, puisque celui-ci était situé à proximité du Convention Center. Kratter prend alors la décision de ne pas construire d'hôtel lui-même, et en 1967, National Equities vend une parcelle de 65,5 acre (26,5 ha) du site à Kerkorian pour 5 millions de dollars. Kerkorian annonce alors sa volonté de construire un hôtel de 30 étages avec 1 510 chambres, pour un coût estimé à 50 millions de dollars. Certains considéraient que cette opération était très risquée en raison de l'éloignement avec le Strip, mais Kerkorian était persuadé que cela favoriserait le développement d'une « deuxième Strip » le long de Paradise Road,,.

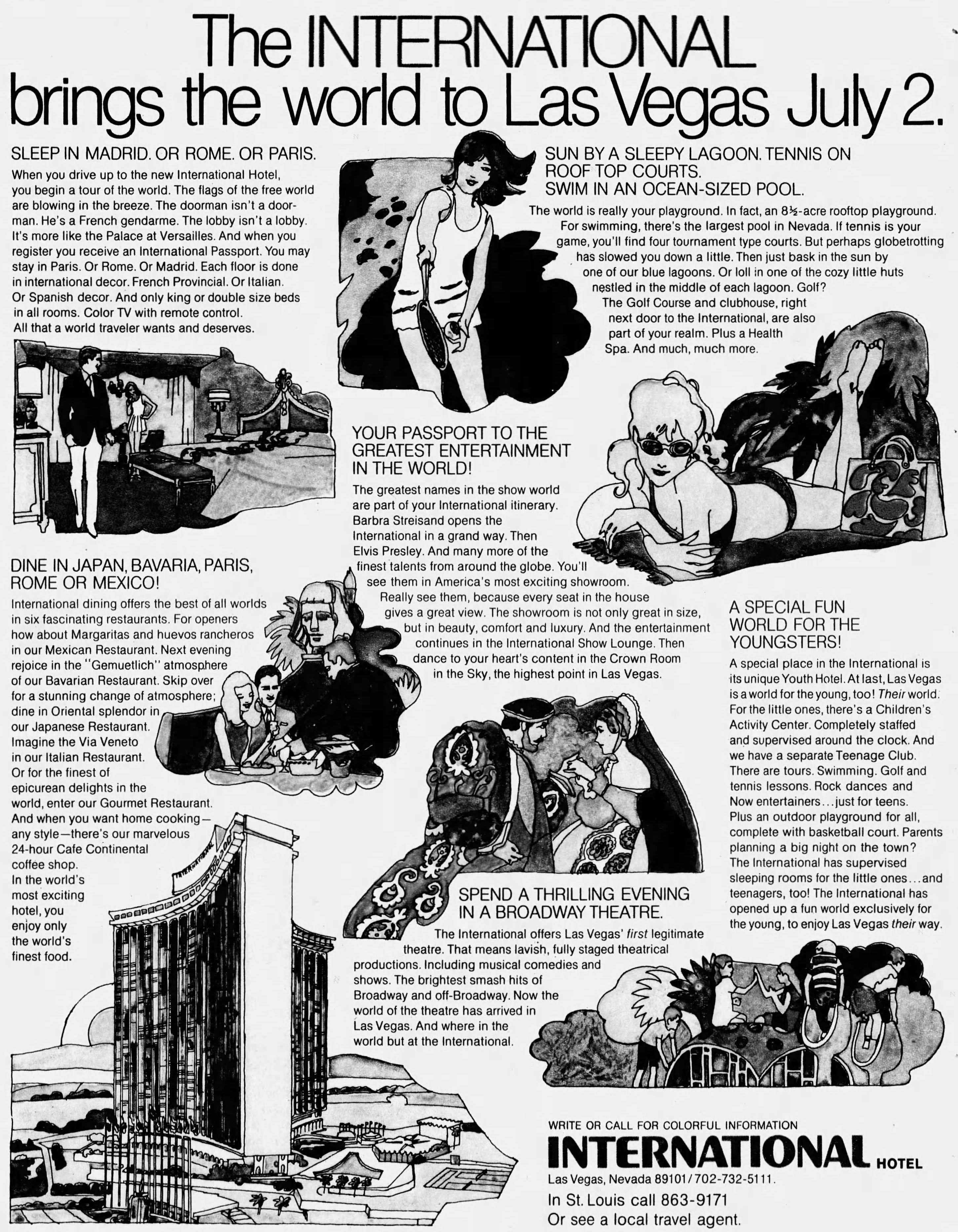
Une publicité pour l'ouverture de l'hôtel datée de juin 1969.

L'hôtel est nommé International Hotel, afin d'établir une continuité avec l'International Country Club (aujourd'hui appelé Las Vegas Country Club). Kerkorian embauche un des responsables de sa compagnie aérienne, Fred Benninger (en), pour superviser le développement de l'hôtel, ainsi que Martin Stern Jr. (en), un architecte en vogue à l'époque qui avait construit plusieurs hôtels et casinos dans le secteur,. L'entreprise de construction sélectionnée pour bâtir l'hôtel est la Taylor Construction Corporation. La construction débute après une grande cérémonie d'inauguration des travaux en février 1968.
Peu avant la construction de l'hôtel, Kirk Kerkorian achète le casino Flamingo pour qu'il serve de terrain d'entraînement au futur personnel de l'International,. Plus tard, pendant la construction de l'International, Kerkorian crée la société International Leisure qui regroupe les deux casinos.
Howard Hughes, un milliardaire excentrique qui possédait plusieurs casinos de Las Vegas, voyait Kirk Kerkorian comme un rival et l'International comme un concurrence de taille. Il tente à plusieurs reprises de pousser Kerkorian à abandonner le projet, d'abord en déclarant à tort qu'il souhaitait faire un agrandissement majeur du Sands Hotel, puis en propageant la rumeur selon laquelle les essais nucléaires qui avaient lieu à proximité pouvaient endommager les bâtiments. Après l'échec de ces tentatives, Hughes tente en vain de racheter le projet à Kerkorian. Enfin, Hughes décide de devenir un concurrent direct de l'International en achetant l'hôtel-casino Landmark (en) en travaux, et situé de l'autre côté de la rue. Hughes finalise la construction et procède à l'ouverture du Landmark un jour avant celle de l'International,.
L'International Hotel ouvre ses portes le 2 juillet 1969. Il s'agit alors du plus haut bâtiment du Nevada et du plus grand hôtel,. Les chanteuses Barbra Streisand et Peggy Lee, embauchées par l'hôtel, animent la soirée d'ouverture du complexe,.
Pour rester dans la logique du nom de l'hôtel, les chambres étaient décorées selon les standards de plusieurs pays, et chaque étage avait un thème espagnol, italien ou français,. Il y avait également plusieurs restaurants représentant les cuisines du monde entier, proposant des plats bavarois, italiens, japonais ou encore mexicains. Les employés de l'hôtel étaient habillés en vêtements propres à certains pays, notamment des kilts écossais, les hauts slaves et des uniformes de gendarmes français.
Le 31 juillet 1969, immédiatement après le mariage de Barbra Streisand, Elvis Presley fait le premier concert de ce qui devient par la suite sept années de spectacles exclusifs à l'hôtel, faisant 636 concerts à guichet fermé consécutifs.
Vers la fin de l'année 1969, Kirk Kerkorian avait pour projet de lever 29 millions de dollars en vendant certaines parts d'International Leisure,. Il comptait se servir de cet argent afin de rembourser des prêts qu'il avait contractés pour acheter d'importantes actions de Metro-Goldwyn-Mayer et de Western Airlines. Cette demande est refusée par la Securities and Exchange Commission, puisque l'entreprise était incapable de fournir cinq années d'historique financier pour le Flamingo,. N'ayant plus assez d'argent, Kerkorian est contraint à mettre en vente ses parts d'International Leisure.

### Las Vegas Hilton (1971-2012)

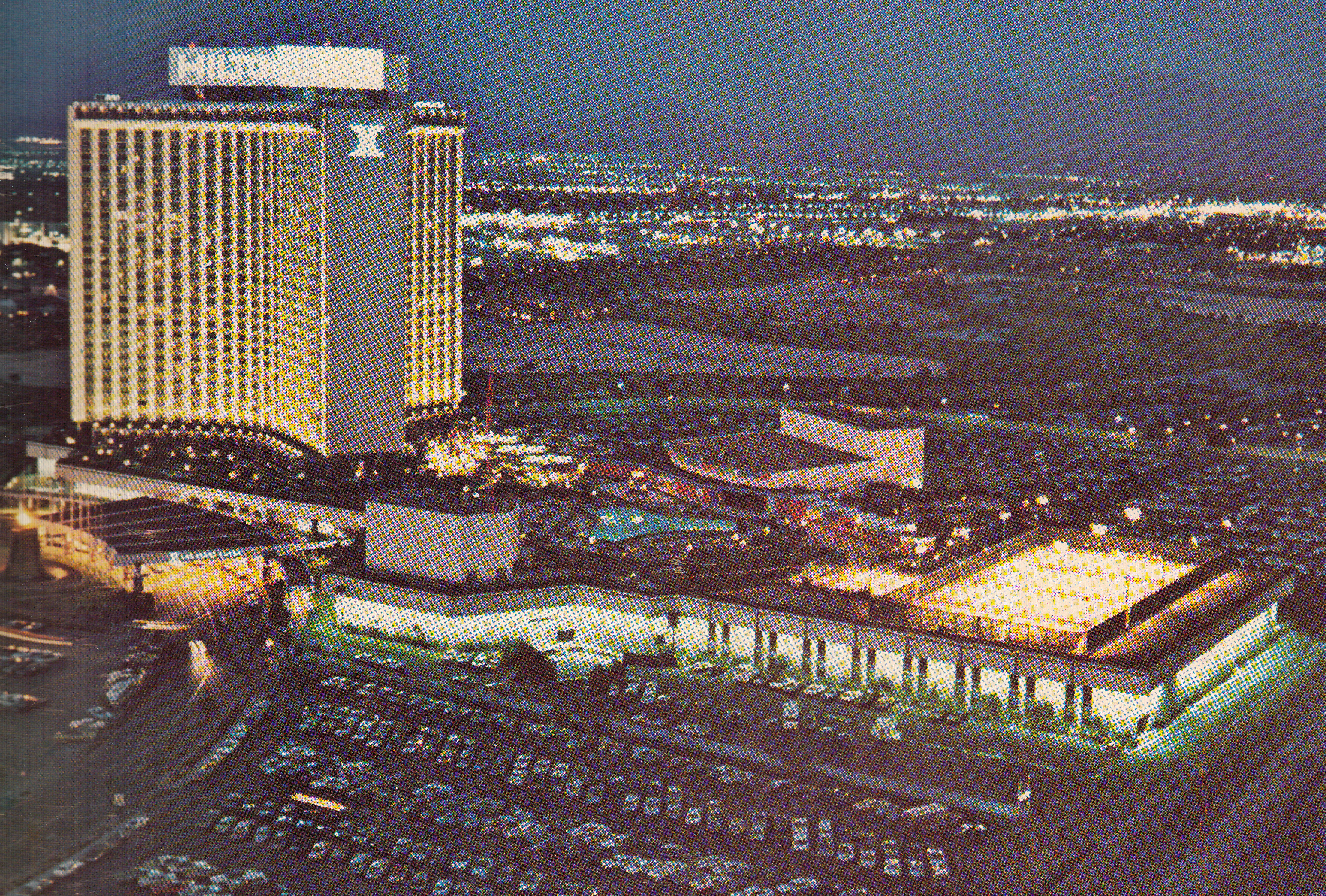
Le Las Vegas Hilton au début des années 1970.

#### 1971-1981
En 1970 et 1971, Kirk Kerkorian vend ses parts d'International Leisure à Hilton Hotels,. L'International Hotel est renommé Las Vegas Hilton en juillet 1971. Hilton devient l'unique propriétaire de l'hôtel en 1972, après avoir acheté toutes les parts d'International Leisure.
L'hôtel réalise des performances irrégulières sous l'appellation International Hotel, mais lorsqu'il devient le Las Vegas Hilton, il est rapidement l'un des établissements les plus fréquentés de Las Vegas.
Une extension de la tour est comprenant 620 nouvelles chambres est finalisée en 1975 pour un coût de 20 millions de dollars,. En 1977, l'hôtel inaugure le Hilton Pavilion, une salle de séminaires à 7,5 millions de dollars conçue pour accueillir des évènements sportifs et des spectacles, avec une capacité d'accueil de 5 000 personnes,. L'hôtel est à nouveau agrandi avec une extension de la tour nord à 23 millions de dollars comprenant 644 nouvelles chambres. Cette extension est réalisée par l'entreprise de construction Del E. Webb Corporation. Ces travaux débutent en 1977 et s'achèvent en 1979.

#### Incendie de 1981
Dans la nuit du 10 février 1981, un grand incendie se déclenche au Las Vegas Hilton. Philip Bruce Cline, un garçon de café de l'hôtel sous l'emprise de drogues, met le feu au rideau d'un hall d'ascenseur au huitième étage de la tour est. L'incendie se propage à l'extérieur de la tour, puis atteint le sommet du bâtiment en 25 minutes. Huit personnes meurent dans l'incident, et environ 350 personnes sont blessés, dont 48 pompiers. Parmi les victimes traitées pour inhalation de fumées se trouve la chanteuse Natalie Cole.
Le casino et l'hôtel réouvre après neuf jours, avec seulement 1 000 chambres disponibles,. Les autres chambres sont réparées au cours des trois mois suivants, pour un coût estimé de 10 millions de dollars.
Le serveur est accusé en 1982 d'incendie criminel et de meurtre et est condamné à huit peines de prison à vie sans possibilité de libération conditionnelle. Hilton  et d'autres entreprises impliquées dans le fonctionnement de l'hôtel ont versé 23 millions de dollars de dédommagement aux victimes. La tragédie, survenue trois mois après le grand incendie de MGM, a poussé le Nevada à changer ses normes de sécurité en termes d'incendie,,.

#### 1981-2012

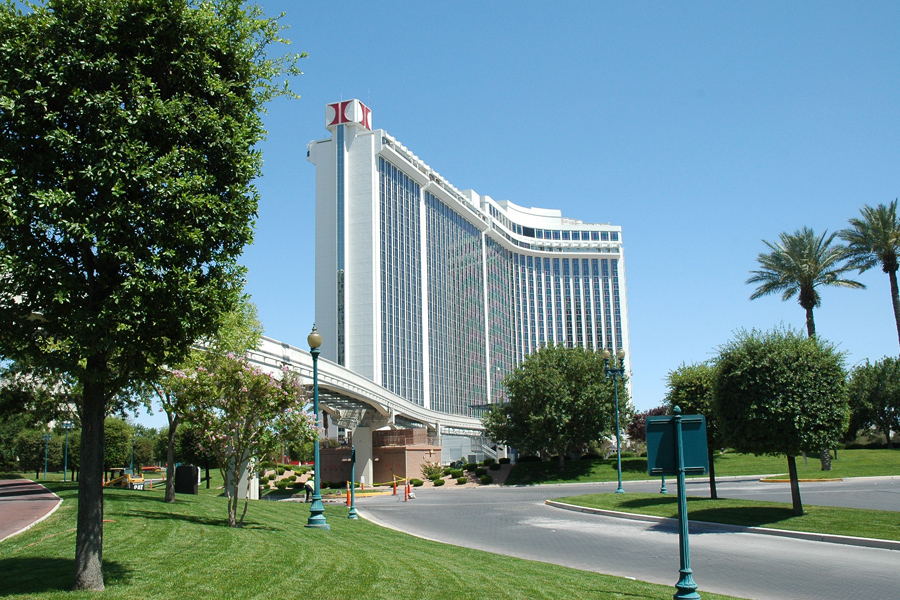
Le Las Vegas Hilton en 2007.

Vers la fin de l'année 1981, une nouvelle extension de la tour nord est réalisée, ajoutant 391 chambres à l'hôtel pour un coût de 21 millions de dollars,,. Cela fait du Las Vegas Hilton le plus grand hôtel du monde, avec un total de 3 174 chambres (le Rossiya de Moscou avait deux chambres de plus, mais n'avait pas candidaté auprès du Livre Guinness des records puisque la plupart de ses chambres étaient réservées au personnel). L'hôtel conserve ce tire jusqu'en 1990, lorsqu'il est battu par le Flamingo.
En 1984, le complexe est complété par un centre de convention de 6 500 m2 à 10 millions de dollars, le Hilton Center. Il est construit à l'angle sud-ouest du terrain, à l'ouest du Hilton Pavilion.
En 1986, au sommet de la popularité des paris sportifs au Nevada, le Las Vegas Hilton crée son propre magazine sportif, le Superbook, pour un coût de 17 millions de dollars,,.

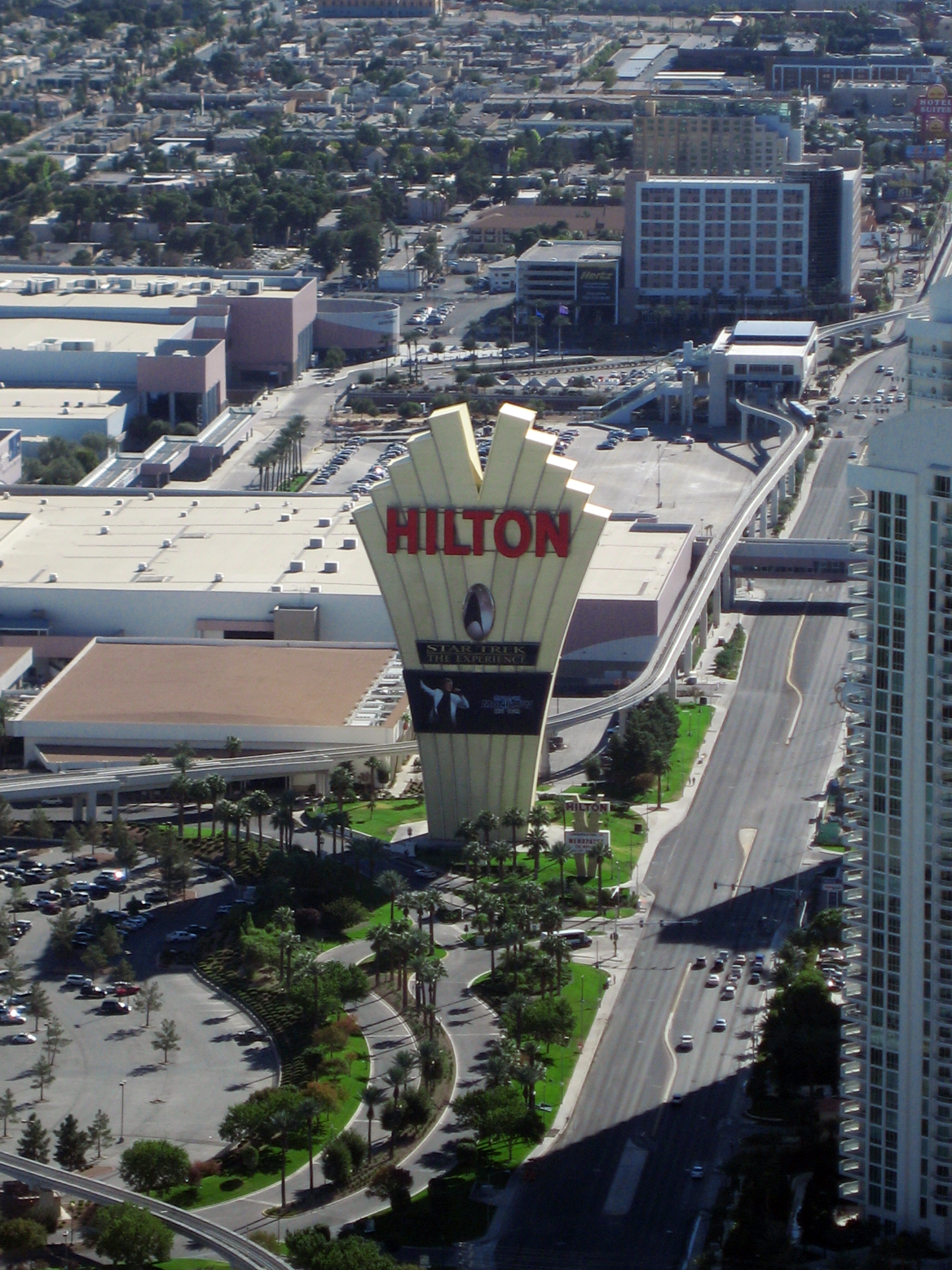
L'enseigne du Las Vegas Hilton en 2008.

En 1991, le Las Vegas Hilton est au centre du scandale du Tailhook, affaire dans laquelle plusieurs officiers de l'armée américaine sont accusés d'agression sexuelle pendant une convention tenue à l'hôtel. Une des victimes, Paula Coughlin, poursuit en justice l'hôtel pour ne pas avoir assuré une sécurité suffisante pendant la convention, et perçoit pour cela un dédommagement de 5,2 millions de dollars,. Ce procès conduit Hilton à faire pression avec succès en faveur du « Tailhook bill », une loi qui protège les hôtels de toute responsabilité pour les blessures causées à leurs clients par des tiers.
L'hôtel achète et fait construire une enseigne publicitaire de 110 mètres de haut pour 4 millions de dollars en 1994. Plus tard cette année, elle est partiellement détruite lors d'une tempête. L'enseigne est ensuite reconstruite en 1997 pour 9 millions de dollars, avec une hauteur de 85 mètres. Il s'agit alors du plus grand panneau publicitaire du monde.
En 1994, l'hôtel passe un accord avec le Sahara Country Club, qui est renommé en Las Vegas Hilton Country Club. Cette collaboration dure jusqu'en 1997, lorsqu'il devient le Las Vegas National Golf Club. Le Las Vegas Hilton tente sans succès de racheter le Las Vegas Country Club voisin l'année suivante, malgré une offre de 60 millions de dollars.
En 1995, le Las Vegas Hilton rénove son étage de penthouse pour 40 millions de dollars, qu'il renomme Sky Villas,. L'hôtel dépense également 12 millions de dollars dans une nouvelle salle dédiée au baccara, un jeu très prisé par les joueurs asiatiques. Il est alors le seul des quatre casinos de Las Vegas à proposer une telle offre de jeux d'argent.
En 1998, Hilton cède les parts de ses propriétés, dont le Las Vegas Hilton, à Park Place Entertainment.
La branche de locations longue durée de Hilton, Hilton Grand Vacations, débute la construction d'un complexe à l'angle nord-est du terrain en 1998,. Il ouvre en 1999 et propose 230 suites.
Autour de 1999, Park Place cherche un acheteur pour le Las Vegas Hilton, puisqu'elle cherchait à se concentrer sur ses propriétés situées le long du Las Vegas Strip, notamment le Caesars Palace qu'elle venait d'acheter. En 2000, Park Place accepte de vendre l'hôtel à Edward Roski Jr. (en) pour 365 millions de dollars. Roski souhaitait le réorienter moins vers les jeux d'argent et davantage vers l'accueil de conventions et séminaires. L'accord a cependant échoué et la propriété a été gelée le temps de la résolution d'un litige entre Park Place et Roski jusqu'en 2003, date à laquelle le problème est résolu.
Le monorail de Las Vegas est inauguré en 2004, avec une de ses stations desservant le Las Vegas Hilton. Ce chantier a été lancé en 2001. Hilton était le représentant du groupe d'hôtels qui a mis en avant la proposition de monorail au début de l'année 1996.
En juin 2004, Caesars Entertainment (nouveau nom de Park Place) vend le Las Vegas Hilton à Colony Capital pour 280 millions de dollars. Colony réalise cet achat avec Goldman Sachs, qui finance 200 millions de la somme totale. En 2005, l'hôtel est placé sous le contrôle de la nouvelle filière casino de Colony, Resorts International Holdings,.
Le Las Vegas Hilton réalise de bonnes performances dans les premières années de sa gestion par Colony, mais commence rapidement à perdre de l'argent en raison de la Grande Récession et de l'offre trop importante de chambres d'hôtel à Las Vegas. En juin 2011, l'hôtel est en incapacité de rembourser le prêt contracté auprès de Goldman Sachs. Le même mois, Hilton Worldwide décide de mettre un terme au contrat signé avec l'hôtel, rupture qui entre en vigueur à la fin de l'année,.
Goldman Sachs entame une démarche de saisie immobilière en septembre 2011. A la demande de la banque, le tribunal charge un agent de redressement judiciaire de prendre le contrôle de la propriété.

### LVH (2012-2014)
Le 3 janvier 2012, le Las Vegas Hilton devient le LVH – Las Vegas Hotel and Casino, le contrat permettant d'utiliser la marque Hilton ayant terminé.
Colony Capital tente d'abord de faire annuler la démarche de saisie immobilière, mais finit par admettre que ses capitaux propres dans le LVH étaient sans grande valeur, et accepte donc de laisser la procédure suivre son cours. Goldman Sachs passe un accord avec Gramercy Capital pour acheter la propriété. Ils achètent l'hôtel-casino aux enchères consécutives à sa saisie en octobre 2012, où ils sont les seuls à faire une offre. Le Navegante Group est chargé de gérer l'hôtel sous leur contrôle.
En 2013, le LVH est associé à la Leo Hotel Collection, un réseau d'hôtels indépendants récemment créé par Red Lion Hotels,.

### Westgate Las Vegas (depuis 2014)
Le 30 juin 2014, Westgate Resorts achète le LVH aux deux banques pour 150 à 170 millions de dollars,. Le PDG de l'entreprise, David Siegel, est hissé en haut de l'enseigne de l'hôtel le lendemain de l'achat pour en retirer les lettres « LVH » afin de faire de place pour le nouveau nom, Westgate Las Vegas. Siegel déclare alors que son entreprise allait dépenser au moins 160 million de dollars dans la rénovation de l'hôtel, et qu'il ouvrirait certaines chambres à de la location longue durée. Toujours d'après lui, la conversion vers la location longue durée devrait durer entre 15 et 20 ans, et au moins 30 % des chambres restantes resteraient des chambres d'hôtel standard.
Westgate charge Paragon Gaming de remplacer Navegante en tant que gestionnaire de l'hôtel en 2015. En 2020, GVII LLC remplace Paragon à la gestion du casino,.
En 2023, un tunnel est percé jusqu'au complexe afin d'anticiper la construction d'une station souterraine du Las Vegas Convention Center Loop (en) de Tesla.

## Description

### Architecture
Martin Stern Jr. (en) dessine l'hôtel dans le style architectural international. L'architecte Stefan Al décrit l'esthétique du bâtiment comme une étape marquante dans le développement économique de Las Vegas : « Caractérisé par ses formes rectilignes et ses surfaces nues, dépourvues d'ornementations, cette sorte d'architecture d'élite se distinguait comme aucun autre bâtiment des casinos mafieux teintés de néons ». Le critique architectural Alan Hess met l'accent sur la simplicité de l'International (et du Landmark Hotel voisin) en comparaison aux casinos plus anciens : « De par leurs formes simples et uniques, ils contrastaient avec les bâtiments complexes et divers présents le long du Strip, le rendant plus riche urbanistiquement et visuellement ».

La maquette de la Maison de l'UNESCO en 1955.

La forme de Y de l'hôtel a été inspirée par la Maison de l'UNESCO de Paris ; le choix a été fait de maximiser le nombre de chambres tout en permettant à chacune d'entre elles à avoir une vue satisfaisante. Ce design est repris par plusieurs hôtels de Las Vegas par la suite, dont le Mirage, le Mandalay Bay et le Venetian.
L'International a été décrit comme le premier « mégacomplexe » de Las Vegas, (même si cette appellation est également appliquée au Mirage, qui ouvre ses portes en 1989). L'hôtel était le premier à regrouper au sein d'un même bâtiment toutes ses fonctions, alors que les casinos des autres établissements étaient hébergés dans des bâtiments annexes. L'architecture de l'hôtel, aux côtés du prochain projet de Kerkorian et Stern, le MGM Grand Hotel and Casino, ont une influence majeure sur le développement des complexes hôteliers et de casinos ultérieurs :
« Les hôtels-casinos construits par Kerkorian et Stern sont devenus des exemples à suivre pour la génération suivante de complexes hôteliers de telle sorte qu'après 1978, on pouvait retrouver des établissements qui s'en inspiraient dans tout les États-Unis. Lorsque vous entrez dans un casino doté d'une vaste porte cochère, d'un parking attenant, d'un casino/salle de spectacle/commerce de détail d'une taille conséquente et avec des tours de grande hauteur, vous vous trouvez dans une conception inspirée du travail de Stern et Kerkorian », David G. Schwartz, historien des jeux d'argent, 2003.

### Chambres et penthouse
L'hôtel dispose de 2 956 chambres. Le bâtiment fait 114 mètres de haut, et comprend 30 étages. Le dernier étage est réparti en trois « Sky Villas », proposées aux clients les plus fortunés, et comprenant chacune une piscine privatisée et une suite d'au moins 1 100 mètres carrés.

### Casino
Le casino de l'hôtel propose 5 102,5 m2 de jeux d'argent en 2017, avec 576 machines à sous, 38 tables de jeu et 10 tables de poker. Le magazine sportif du casino, le SuperBook, est considéré comme le plus grand du monde,.

### Restaurants
Le Westgate possède plusieurs restaurants, dont 5 sont gastronomiques. Il propose également un buffet et plusieurs restaurants thématiques. Le Benihana Village, ouvert en 1974, est un restaurant sur le thème du Japon avec des cascades d'eau et des jardins. Plusieurs autres restaurants proposent un teppanyaki,.

### Centre de convention
Le centre de convention du Westgate propose une surface louable de 20 900 m2, comprenant notamment le Paradise Event Center (anciennement le Hilton Center) de 6 500 m2 et le Pavilion (anciennement le Hilton Pavilion) de 4 000 m2.

### Loisirs
Les activités de loisirs proposées par le Westgate comprennent une piscine de deux hectares, une salle de sport, un spa de 930 m2 et six terrains de tennis,. L'hôtel dispose aussi de plusieurs commerces de détail, d'une chapelle pour les mariages et d'un centre d'affaires.
| 1 | La tour est               |
| 2 | La tour nord              |
| 3 | Le Pavilion               |
| 4 | Le Paradise Center        |
| 5 | L'enseigne de l'hôtel     |
| 6 | L'entrée principale       |
| 7 | Star Trek: The Experience |

| 8  | La station du monorail             |
| 9  | Le parking nord                    |
| 10 | Le bâtiment Hilton Grand Vacations |
| 11 | Le Las Vegas Convention Center     |
| 12 | Le Las Vegas Country Club          |
| 13 | La Paradise Road                   |

| 1 | La tour est               |
| 2 | La tour nord              |
| 3 | Le Pavilion               |
| 4 | Le Paradise Center        |
| 5 | L'enseigne de l'hôtel     |
| 6 | L'entrée principale       |
| 7 | Star Trek: The Experience |

| 8  | La station du monorail             |
| 9  | Le parking nord                    |
| 10 | Le bâtiment Hilton Grand Vacations |
| 11 | Le Las Vegas Convention Center     |
| 12 | Le Las Vegas Country Club          |
| 13 | La Paradise Road                   |

## Divertissement

### Spectacle vivant

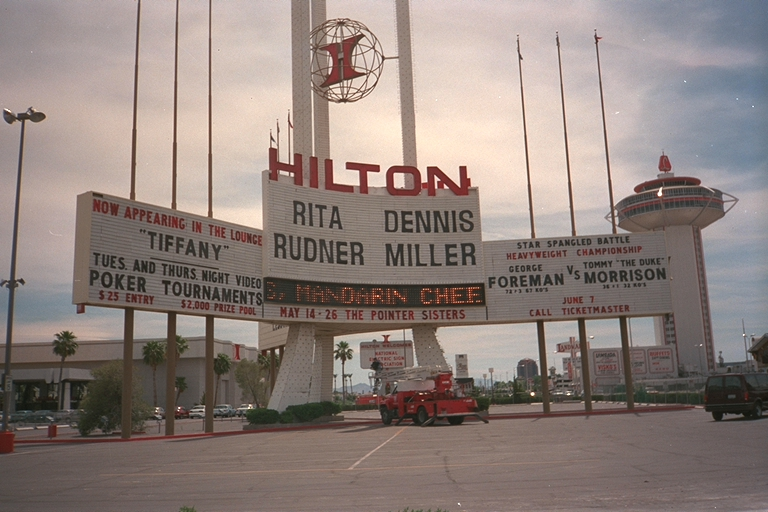
L'enseigne du Las Vegas Hilton en 1993 avec l'annonce des artistes et spectacles.

#### International Theater
La principale salle de spectacles de l'hôtel est l'International Theater, d'une capacité de 1 607 places. Depuis 2018, le théâtre joue le spectacle de résidence de Barry Manilow, The Hits Come Home.
A l'ouverture de l'hôtel en 1969, cette salle est réservée aux grands artistes, c'est-à-dire que seulement des musiciens ou des comédiens de renommée nationale ou internationale, et ce pour deux à quatre semaines. En général, une soirée comprenait deux spectacles : un autour du dîner à 20 heures et un autour d'un cocktail à minuit,,.
L'un des artistes les plus célèbres à avoir joué pour l'hôtel est le chanteur et pianiste Liberace. Au début de sa carrière de music-hall à Las Vegas, Liberace travaille au Hilton en 1972, puis y fait des apparitions régulières en 1973,. Il joue son spectacle pendant 17 semaines au total cette année-là, empochant jusqu'à 175 000 dollars par semaine. Ses spectacles étaient connus pour les costumes flamboyants portés par Liberace et pour son entrée sur scène en limousine Rolls-Royce,. Il fait par la suite des apparitions occasionnelles à l'hôtel jusqu'en 1982,. Le directeur général de Hilton, Barron Hilton, se souvient de Liberace comme « l'un des artistes les plus populaires à avoir jamais foulé la salle de spectacles du Las Vegas Hilton ».
En 1982, le spectacle Bal du Moulin Rouge est programmé au théâtre, proposant un spectacle d'acrobaties, de danse et de chant,. Ce spectacle était centré autour d'une partie de 45 minutes où un artiste principal pouvait performer, parmi lesquels Suzanne Somers et Charo,. Ce changement vers un spectacle de variété exprimait la volonté de l'hôtel de réduire les coûts en évitant d'inviter de trop grandes célébrités, dont le cachet était devenu trop élevé. Ce spectacle est joué jusqu'en 1986, lorsque le théâtre décide de retourner aux grandes célébrités,.
Le chanteur Wayne Newton, une autre célébrité de longue date de Las Vegas, était la tête d'affiche du théâtre de 1987 à 1993. A la fin de son contrat, il avait joué 20 semaines en moyenne par an, et était considéré comme l'artiste le mieux payé du Las Vegas Strip,,. Ses spectacles étaient connus pour leur introduction, où Newton descendait d'un vaisseau spatial avec un spectacle de rayons lasers sur la scène,,. L'artiste joue 950 fois ce spectacle au total.
En 1993, la comédie musicale Starlight Express d'Andrew Lloyd Webber est jouée pour la première fois dans le théâtre. Le Hilton Showroom, nouveau nom de l'International Theater après la reprise de l'hôtel par Hilton, est renommé Hilton Theatre la même année, et bénéficie d'une rénovation à hauteur de 12 millions de dollars qui lui permet d'être doté de ponts et de rampes nécessaires au spectacle, dont une partie comprend du skateboard,. Cette comédie musicale fait partie d'un large mouvement qui touche Las Vegas à l'époque, qui voit les activités proposées par les hôtels se réorienter vers un public plus familial,. Le spectacle signe un contrat de cinq ans avec l'hôtel, mais fait sa dernière représentation en 1997 en raison d'une vente trop faible de billets,. L'hôtel adopte à la même période une « politique limitée de célébrités », proposant des artistes célèbres pour des durées de moins d'une semaine maximum.
Au début des années 2000, le théâtre accueille plusieurs célébrités qui performent chacune 10 semaines par an, dont les Commodores, The Righteous Brothers, Sheena Easton, Engelbert Humperdinck ou encore les Smothers Brothers,,.
Barry Manilow fait plusieurs concerts au Hilton en 2005. Il s'inscrit alors dans une tendance qui avait lieu au début des années 2000 à Las Vegas, où des artistes mettaient en place des spectacles de résidence dans différents hôtels de la ville, une tendance qui a commencé en 2003 avec Céline Dion au Caesars Palace,. Son spectacle est d'abord intitulé Manilow: Music and Passion, puis renommé Ultimate Manilow: The Hits en 2008,. Le spectacle prend fin en 2009. En novembre 2018, Paula Abdul a déclaré avoir reçu une invitation à faire un spectacle à l'International Theater en 2005, mais qu'elle ne pensait pas être la bonne artiste pour ce poste qui était « tellement spécial et magique », et c'est pour cela qu'elle a proposé à Hilton Hotels de demander à Manilow.
Plus récemment, d'autres spectacles de longue durée ont eu lieu dans le théâtre, dont des concerts de reprises musicales rock (Raiding the Rock Vault) de 2013 à 2014 et un spectacle en hommage à Prince, Purple Reign, de 2016 à 2017.

#### Westgate Cabaret
Les spectacles de plus petite ampleur sont organisés dans le Westgate Cabaret de 400 places. C'est ici que joue le magicien Jen Kramer (depuis 2018),, le spectacle en hommage à Motown Soul of Motown (depuis 2019) et le spectacle de comédie Comedy Cabaret (depuis 2023).
Depuis les années 1990, le cabaret est également connu sous le nom The NightClub. Combinant des caractéristiques d'un club de dance et d'un lounge traditionnel de Las Vegas, il participe à la diversification des boîtes de nuit et salles de spectacle des casinos de la ville.
The NightClub est renommé Shimmer Cabaret en 2004 lorsque l'hôtel passe sous le contrôle de Colony Capital,. Parmi les principaux spectacles proposés dans la salle, celui du comédien David Brenner (de 2004 à 2005),,, les comédies musicales Menopause the Musical (de 2006 à 2009),,, et Nunsense (de 2010 à 2013),,, les concerts de The Scintas (de 2007 à 2009),, et de la chanteuse Lani Misalucha (de 2009 à 2010),, ou encore les imitateurs Greg London (de 2011 à 2012),, et Rich Little (de 2012 à 2013).
En 2015, après le rachat de l'hôtel par Westgate, la salle prend son nom actuel. Parmi ceux qui ont joué dans la salle depuis cette année, le groupe funk Cameo,, le comédien Vinnie Favorito (tous les deux de 2016 à 2017),,, le comédien George Wallace (de 2018 à 2021) et le groupe de rock The Bronx Wanderers (de 2021 à 2022),.

#### Spectacles d'Elvis Presley et héritage
Elvis Presley est embauché pour un contrat de quatre semaines en 1969. Il est alors le deuxième artiste à jouer sur la scène de l'International, peu après Barbra Streisand. Il s'agit alors de son premier concert en public en huit ans. Le premier spectacle de Presley s'avère si apprécié par le public que l'hôtel le signe immédiatement à nouveau, cette fois pour un contrat de cinq ans avec une présence obligatoire de deux mois annuels. Il donne 636 spectacles à l'hôtel entre 1969 et 1976, chacun d'entre eux étant à guichet fermé. Cette course frénétique est brutalement interrompue par la mort de Presley en août 1977.
Lorsqu'il travaillait pour l'hôtel, Elvis Presley résidait dans la suite impériale de 460 m2 située au 30e étage,. Plusieurs années après sa mort, la suite est renommée suite Elvis Presley,. Elle est finalement détruite en 1994 pour permettre la construction des Sky Villas.
Le manager de Presley, le colonel Tom Parker, a vécu au Hilton plusieurs années après la mort d'Elvis,,.

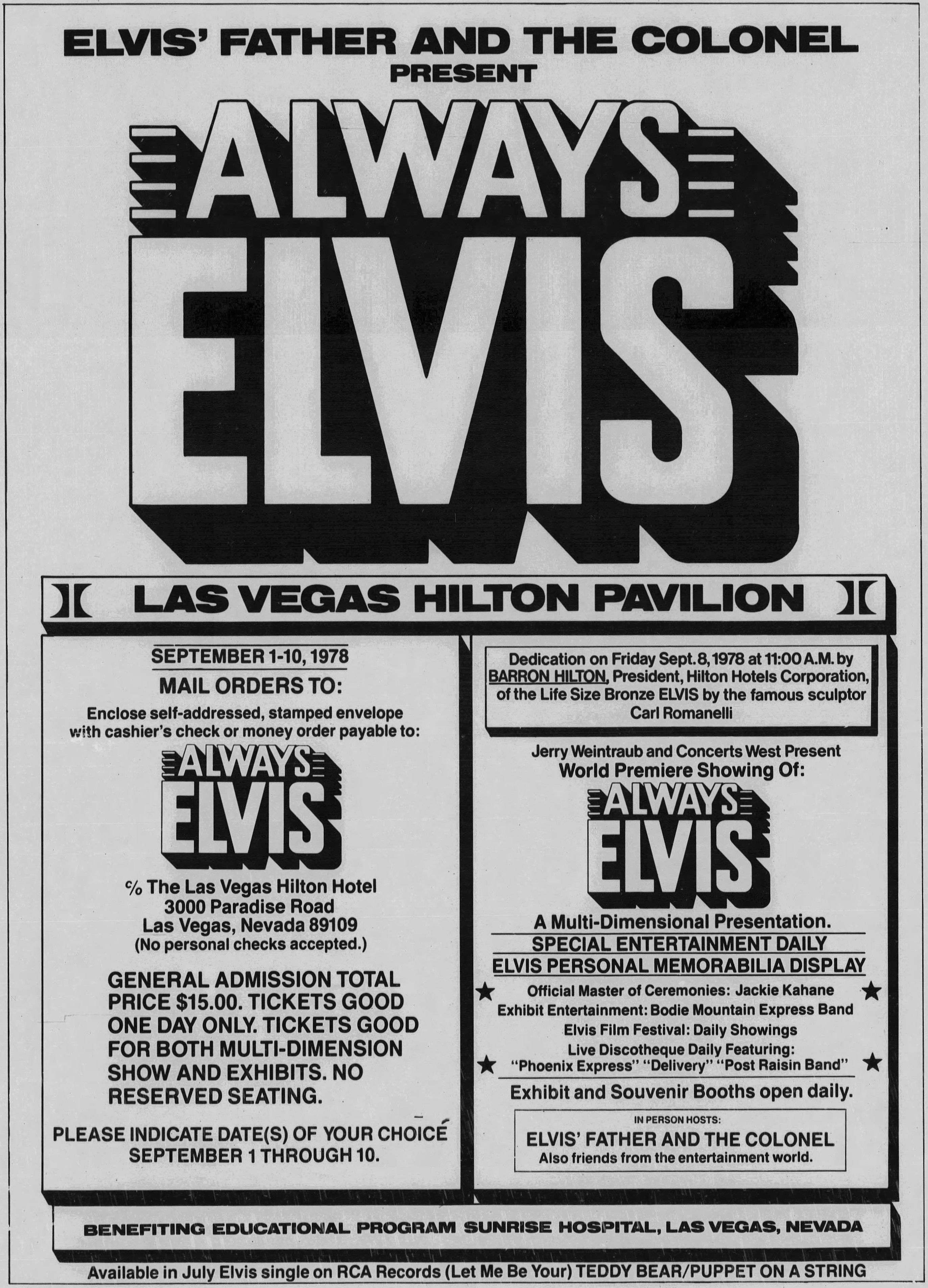
Une publicité pour Always Elvis, une convention organisée en 1978 au Hilton Pavilion pour ses fans.

L'hôtel a reconnu et capitalisé sur la popularité d'Elvis Presley, avant et après sa mort. Un an après son décès, une statue en bronze du chanteur est dévoilée à l'hôtel,, qui a été déplacée à plusieurs reprises au sein du complexe,. Plusieurs festivals et conventions en hommage à Elvis organisés par et pour ses fans se sont tenus à l'hôtel,,.
Elvis: An American Musical, une production multimédias incluant des images d'archive de ses concerts à l'hôtel ainsi que des recréations, est diffusée pour la première fois au Hilton Showroom en 1988, où elle reste à l'affiche pendant deux mois avant de partir en tournée nationale,. L'imitateur Trent Carlini incarne Elvis à plusieurs reprises à l'hôtel, à la fois sur la scène principale et au cabaret, de 2000 à 2004 puis de 2010 à 2015,,.
Une exposition sur le chanteur, « Elvis: The Exhibition », ouvre à l'hôtel en avril 2015 dans l'espace anciennement réservé à l'attraction Star Trek. Organisée en collaboration avec Elvis Presley Enterprises, elle proposait 2 600 m2 d'artefacts et de souvenirs de la vie du chanteur. Pendant la période de l'exposition, le théâtre est renommé Elvis Presley International Showroom, et plusieurs spectacles autour de la thématique du chanteur y sont joués, dont The Elvis Experience. Le spectacle ne rencontre pas le succès escompté, et n'est pas reconduit,. L'exposition est fermée subitement en février 2016.
En 2016, le Westgate fait circuler avec succès une pétition pour renommer la rue menant l'hôtel au Las Vegas Boulevard en Elvis Presley Boulevard.

### Star Trek: The Experience

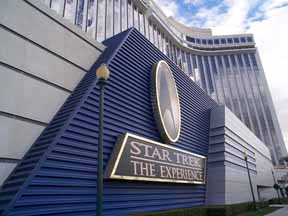
L'enseigne de Star Trek: The Experience en 2004.

En janvier 1998, l'attraction Star Trek: The Experience (en) ouvre ses portes. Elle propose un simulateur de vol, un musée et le bar de Quark autour de la thématique de la série Star Trek. Une partie de l'étage du casino a été transformée en SpaceQuest Casino pour l'occasion, un casino sur le thème de l'espace avec des jeux de table numériques,.
En mars 2004, un nouveau film 4D, Borg Invasion, est ajouté à l'attraction,.
L'attraction est fermée en septembre 2008, après que l'opérateur Cedar Fair ait refusé les termes du nouveau contrat avec le Hilton,.

### Évènements sportifs

#### Boxe
L'hôtel a accueilli de très nombreux évènements de boxe professionnelle,,. En 1969, la salle de spectacle accueille le premier match majeur de boxe jamais organisé dans un hôtel de Las Vegas, opposant Sonny Liston et Leotis Martin (d'autres matchs d'ampleur moindre avaient déjà été organisés dans le centre de convention par le passé),. Le Hilton Pavilion est l'endroit où Leon Spinks l'emporte sur Mohamed Ali en 1978 dans le cadre des championnats du monde de boxe catégorie poids lourd, match qui est considéré comme l'un des principaux évènements sportifs de l'histoire du sport,,. Par la suite, l'hôtel n'accueille plus aucun match de boxe en sept ans.
En 1985, Donald Curry bat Milton McCrory au Hilton Center et devient le champion en catégorie poids welters. La réussite du combat Curry-McCrory pousse l'hôtel à organiser davantage de matches, afin de concurrencer le Caesars Palace et de devenir le premier lieu de rencontres de boxe de Las Vegas. L'hôtel passe un accord pour accueillir plusieurs combats de poids lourds. Une arène de 14 600 places est temporairement érigée sur le parking de l'hôtel pour certains matches,,. Cette saison culmine avec la défaite de Mike Tyson face à Tony Tucker au Hilton Center en 1987.
Vers 1995, l'hôtel s'éloigne de l'accueil des plus grands matches de boxe, dont les prix augmentent de manière exponentielle. Aucun combat de boxe n'y a lieu de 2002 à 2008 ; depuis, seuls de petits matches occasionnels sont programmés,,.

#### Autres sports
Le Hilton Pavilion a accueilli deux tournois de tennis retransmis à la télévision en 1978 : le WCT Tournament of Champions,, et le World Team Tennis All-Star Match,.
L'hôtel a accueilli l'Evo 2014, un tournoi majeur d'esport.

## Dans les arts

### Cinéma
- 1970 : Le documentaire Elvis Show traite principalement d'un concert de Presley à l'hôtel[294].
- 1971 : L'extérieur de l'hôtel apparaît sous le nom du Whyte House casino dans le film Les diamants sont éternels de la saga James Bond[295].
- 1987 : Le film Over the Top : Le Bras de fer avec Sylvester Stallone décrit un tournoi de bras de fer qui prend place au Las Vegas Hilton, et inclut des images d'un vrai tournoi de bras de fer qui s'est tenu dans l'hôtel[296],[297],[298].
- 1993 : L'hôtel apparaît dans le film Proposition indécente en tant que lieu où Robert Redford réside et fait sa demande à Demi Moore[299],[300],[301].
- 2022 : Le film biographique de Baz Luhrmann Elvis décrit la période où Presley habite et performe à l'hôtel[302].

### Télévision
- 1973 : L'émission spéciale de la NBC Ann-Margret – When You're Smiling, avec la chanteuse et actrice Ann-Margret, est enregistrée principalement dans le Hilton Showroom[303],[304],[305].
- 1976 : L'émission spéciale de la NBC Perry Como, Las Vegas Style, avec le chanteur Perry Como, est enregistrée à l'hôtel.
- 1976-1977 : Le jeu télévisé Let's Make a Deal est filmé dans le Hilton Showroom.
- 1977-1983[306],[307], 1986-1987[308],[309], 1996-1997[310],[311], 2015-2019[312] et 2021[313] : Le concours de beauté Miss America est enregistré à l'hôtel.
- 1978-1980 : Liberace enregistre deux émissions spéciales de la CBS, Leapin' Lizards, It's Liberace (1978) et Liberace – A Valentine's Special (1979), ainsi que son spectacle Liberace in Las Vegas (1980) à l'hôtel[314],[315],[316].
- 1979-1982 : L'émission spécial nouvel an de la CBS, Happy New Year, America, est enregistrée à l'hôtel en 1979 et 1980[317],[318], et en partie en 1981 et 1982[319],[320].
- 1980 : Le chanteur Lou Rawls participe à deux émissions spéciales enregistrées au Hilton, An Evening with Lou Rawls pour HBO[321] et The Lou Rawls Parade of Stars pour la CBS[322].
- 1982 : Le 2 mai, la National Cable Television Association organise sa convention annuelle à l'hôtel et inaugure The Weather Channel[323].
- 1989 : Le concert Wayne Newton Live in Concert est diffusé en direct depuis l'hôtel[324],[325].
- 1991 : Deux épisodes de la série télévisée Roseanne sont enregistrés dans l'hôtel[326],[327].
- 1997-1999 : Le talk-show Prime Time Country diffusé par The Nashville Network est enregistré à quatre reprises au théâtre, enregistrant à chaque fois l'équivalent d'une semaine d'émissions[328],[329].
- 1998 : Une saison de l'émission de variété The Oak Ridge Boys Live, avec pour invité le groupe de musique country The Oak Ridge Boys, est enregistrée sur deux semaines au théâtre[330],[331],[332].
- 1998 : Plusieurs épisodes de l'émission Penn & Teller's Sin City Spectacular de FX ont été enregistrées au théâtre[333],[334],[335].
- 1998-1999 : Deux concerts sont diffusés en direct du théâtre sous le nom For the Record, avec respectivement Alabama et Merle Haggard[336],[337],[338].
- 1998-1999, 2002 et 2005 : Le jeu télévisé Wheel of Fortune réalise quatre tournages au Hilton, enregistrant deux à trois semaines d'épisodes à chaque fois. L'émission est diffusée en direct depuis le Hilton Center en 1998[339], et depuis le théâtre en 1999[333], 2002[340] et 2005[341].
- 2000-2001 et 2003 : Le concours de beauté Miss Monde est enregistré à l'hôtel[342],[343],[344].
- 2001 : Deux semaines d'épisodes du jeu télévisé Jeopardy! sont filmées au théâtre, dont une semaine de Celebrity Jeopardy! et une d'International Jeopardy![345].
- 2005 : La série de téléréalité The Entertainer diffusée par E! avec Wayne Newton prend principalement place au Hilton, et les candidats résident dans les Sky Villas[346],[347],[348].
- 2006 : L'émission spéciale de PBS Barry Manilow: Music and Passion est filmée pendant l'un des concerts du chanteur à l'hôtel[349].
- 2006-2007 : World Series of Blackjack, un jeu télévisé de Game Show Network est enregistré pour deux saisons à l'hôtel[350],[351],[352].
- 2007 : Louis Theroux: Gambling in Las Vegas, un documentaire de la BBC, est filmé en grande partie au Hilton, où il suit plusieurs clients réguliers du casino ainsi que des employés du complexe[353].
- 2007-2008 : Le jeu télévisé $250,000 Game Show Spectacular est tourné d'octobre 2007 à avril 2008 dans le théâtre. L'émission est animée par trois présentateurs : le créateur du jeu Bob Eubanks, Chuck Woolery et Jamie Farr[354].
- 2010-2011 : Les 37e et 38e cérémonies des Daytime Emmy Awards se sont tenues au théâtre de l'hôtel[355],[356].